# نيو هارموني
نيو هارموني هو مجتمع اشتراكي طوباوي بناه روبرت أوين في إنديانا. وهو أحد أوائل المجتمعات الاشتراكية. تكونت من حوالي 1000 مواطن. أراد أوين من مجتمعه إنشاء مجتمع المنتجين. بلغت مساحة هذا المجتمع حوالي 30 ألف هكتار، في هذه البقعة لم يكن هناك ملكية ولا أديان ولا زواج. وبسبب غياب التخطيط فشل هذا المجتمع.

## أعلام
- توماس ساي
- ديفيد دالي أوين